# Haría
Haría egy község Spanyolországban, Las Palmas tartományban. Haría Teguise községgel határos. Lakosainak száma 5567 fő (2024).

## Története
A községben történt az 1963-as spanyolországi metanolmérgezésekhez bizonyíthatóan köthető első haláleset: február 18-án Esteban Jesús Pablo Barreto Barretónál, miután egy helyi bárban megivott néhány kupica rumot, késő este erős hasi fájdalmak, hányás és vakság jelentkezett, nem sokkal később pedig elhunyt.

## Népesség
A település népessége az elmúlt években az alábbi módon változott:
| Lakosok száma | 4285 | 4747 | 5049 | 5249 | 5190 | 4736 | 4858 | 5123 | 5382 | 5567 |
|               | 2001 | 2004 | 2007 | 2009 | 2012 | 2014 | 2017 | 2019 | 2022 | 2024 |